# Kelci Bryant
Kelci Bryant (* 15. Januar 1989 in Springfield) ist eine US-amerikanische Wasserspringerin. Sie startet  im Kunstspringen vom 1-m- und 3-m-Brett und im 3-m-Synchronspringen. Trainiert wird sie von Wenbo Chen.
Bryant nahm im Jahr 2005 in Montreal erstmals an der Weltmeisterschaft teil. Sie erreichte vom 1-m-Brett Rang zwölf. 2007 wurde sie vom 3-m-Brett und mit Ariel Rittenhouse im 3-m-Synchronspringen jeweils Zehnte. Im gleichen Jahr gewann sie auch ihre ersten internationalen Medaillen. Bei den Panamerikanischen Spielen in Rio de Janeiro gewann sie Bronze vom 3-m-Brett und mit Ritterhouse Silber im 3-m-Synchronspringen. Bryant nahm an den Olympischen Spielen 2008 in Peking teil und verpasste vom 3-m-Brett als Vierte eine Medaille nur knapp. Bei der Weltmeisterschaft 2009 in Rom erreichte sie vom 3-m-Brett Rang sechs, 2011 in Shanghai im gleichen Wettbewerb Rang sieben.
Bryant wurde mehrfach US-amerikanische Meisterin. Sie studiert an der University of Minnesota. Mit dem Sportteam der Universität, den Golden Gophers, konnte sie eine Collegemeisterschaft gewinnen.